# Barbara Cartland
Dame Mary Barbara Hamilton Cartland, DBE (Edgbaston, Birmingham, Anglaterra, 9 de juliol de 1901 - Camfield Place, prop de Hatfield, Hertfordshire, Anglaterra, 21 de maig de 2000) fou una escriptora especialitzada en novel·la sentimental i una de les més traduïdes del món, segons l'Index Translationum. Filla d'un militar mort en la Primera Guerra Mundial i d'una dona emprenedora però sense recursos, des de ben jove destacà com a novel·lista i periodista —en la secció de l'anomenada premsa rosa, d'inspiració per a les seves obres.
Les més de 600 novel·les publicades li valgueren reconeixements com l'Orde de l'Imperi britànic i les seves aparicions en la televisió, així com la relació amb la casa reial, la convertiren en un personatge públic.
En les seves obres relata aventures amoroses de noies amb problemes però amb una sòlida moral i bons sentiments, que les porten a triomfar. Les novel·les es poden agrupar en cicles segons la seva temàtica i ambientació; i així ha escrit novel·la romàntica, que es divideix entre els llibres d'ambientació contemporània i els ubicats en un altre moment històric, biografies novel·lades de celebritats (i una autobiografia en diversos volums), i un seguit d'assajos sobre temes sentimentals i de salut.